# Proville
Proville település Franciaországban, Nord megyében. Lakosainak száma 3167 fő (2022. január 1.). Proville Cambrai, Cantaing-sur-Escaut, Fontaine-Notre-Dame, Marcoing, Noyelles-sur-Escaut és Rumilly-en-Cambrésis községekkel határos.

## Népesség
A település népességének változása:
| Lakosok száma | 3209 | 3168 | 3236 | 3163 | 3150 | 3124 | 3090 | 3128 | 3167 |
|               | 2013 | 2015 | 2016 | 2017 | 2018 | 2019 | 2020 | 2021 | 2022 |